# 式部省
式部省是日本的律令制設置的八省之一，和名為「のりのつかさ (吏之司，Norinotsukasa)」，唐名為「吏部」。758年（天平寶字2年）至764年（天平寶字8年）藤原仲麻吕实施官名唐风改称期间改名為文部省。式部省還掌管大學寮和散位寮兩個機構。

## 概要
式部省主管文官的人事考課、選舉、銓叙、養成，在八省之中重要性僅次於中務省，因此作為式部省長官的式部卿成為重要職官之一，自812年（弘仁3年）起，以四品以上親王擔任式部卿成為慣例，與中務省長官中務卿相同，南北朝時代的《百寮訓要抄》便指出，擔任式部卿的條件「第一是親王的身分」，式部卿通常以符合資格的親王中家系、經歷、學識優秀者擔任，例如平安時代前期的葛原親王、時康親王。
但漸漸地，在任命上重視與天皇的血緣關係而不是能力，式部大輔成為實際的長官，該職務慣例上以作為天皇侍讀的的儒學者擔任，主要是日野氏、菅原氏、大江氏的族人，式部大輔也是菅原氏、大江氏族人成為參議的必經之路，升任參議後他們也可能兼任式部大輔。另外式部省的判官式部大丞和式部少丞也是重要官員，他们也被称为式部大夫，按惯例毎年正月式部丞中地位最高者会被授予从五位下的品秩。与六位藏人、民部丞、外记、史、檢非違使等官职一样，被授予从五位下的民部丞有资格获任命为国司官员统领一方。
如果六位藏人兼任式部大丞或式部少丞將獲得昇殿的權力，被稱為殿上之丞。另外雖然律令規定奏任以上官人由太政官任命，武官的人事考課由兵部省管理，但是作為主管人事管理的單位，至少在九世紀中葉之前，式部省經常參與武官的人事事務，反對甚至推翻太政官的決定。

## 職員
- 卿（相當於正四位下） … 一人

大輔以下的定員如下：
- 大輔（相當於正五位下） … 一人
- 少輔（相當於從五位下） … 一人
- 大丞（相當於正六位下） … 一人
- 小丞（相當於從六位上） … 一人
- 大錄（相當於正七位上） … 二人
- 少錄（相當於正八位上） … 二人

- 史生 … 二十人
- 書生 … 三十人（基於812年（弘仁3年）。翌年，二十人）
- 省掌 … 二人
- 使部 … 八十人（也有說三十人）
- 直丁 … 五人

## 式部省掌管的部門
- 大學寮
- 散位寮 （896年（寬平8年）合併到式部省）